# Площа Федерації (Мельбурн)
Площа Федерації (англ. Federation Square) — місце проведення культурних і суспільних заходів у центральній частині Мельбурна, Австралія. Тут є низка будівель, в яких розміщені художні галереї, кінотеатри, музей, виставкові приміщення, ресторани, бари, крамниці, що оточують два основні місця громадських зібрань, одне — під дахом (Атріум), інше — просто неба. Більша частина Площі Федерації розташована на штучному майданчику, під яким проходять залізничні лінії, що ведуть до вокзалу Фліндерс-Стріт Стейшн.

## Розташування та архітектура
Площа федерації займає цілий міський квартал, обмежений вулицями Свенсон-стріт, Фліндерс-стріт і Рассел-стріт та річкою Ярра, яка проходить південною межею площі. Відкриті простори Площі, що слугують місцем громадських зібрань, виходять безпосередньо до фасадів вокзалу Фліндерс-Стріт Стейшн і собору святого Павла. Відкритий план площі дозволив поєднати історичну центральну частину міста, річку Ярру й парки, розташовані на її берегах. Площа відкриває широку панораму й дає доступ до Південного берега Ярри, що бурхливо розвивається й перебудовується з кінця 1980-их років.
Територія, на якій нині розташовано площу й будівлі, що входять до її ансамблю, використовувалась упродовж історії міста у найрізноманітніших цілях. У різні часи тут розміщувались депо, залізнична станція Принцес-Бридж, мечеть. У 1997 році було оголошено конкурс на найкращий проект з реконструкції простору між центральною частиною Мельбурна та річкою Ярра, на який було заявлено 177 проектів. Переможцями конкурсу стали Дон Байтс та Пітер Девідсон.